# Lamego
Lamego é uma cidade portuguesa localizada na sub-região do Douro, pertencendo à região do Norte e ao distrito de Viseu. Tem uma área urbana de 7,5 km2, 11.165 habitantes (em 2021) e uma densidade populacional de 1483 habitantes por km2.
É sede do município de Lamego, tendo uma área total de 165,42 km2, 24.315 habitantes em 2021 e uma densidade populacional de 147 habitantes por km2, subdividido em 18 freguesias. O município é limitado a norte pelos municípios de Mesão Frio e Peso da Régua, a leste por Armamar, a sudeste por Tarouca, a sudoeste por Castro Daire e a oeste por Resende.
Cidade milenar, desde sempre aqui se fez uma feira muito frequentada por múltiplas gentes, chegando até comerciantes e feirantes ciganos de Córdova. O comércio era animado na rua Nova, onde se estabeleceram muitos judeus, construindo até uma sinagoga junto às Portas do Sol no actual bairro do Castelo.

## Freguesias

Freguesias do município de Lamego.

O município de Lamego está dividido em 18 freguesias:
| - Avões - Bigorne, Magueija e Pretarouca - Britiande - Cambres - Cepões, Meijinhos e Melcões - Ferreirim - Ferreiros de Avões - Figueira - Lalim | - Lamego (Almacave e Sé) (perímetro urbano) - Lazarim - Parada do Bispo e Valdigem - Penajoia - Penude - Samodães - Sande - Várzea de Abrunhais - Vila Nova de Souto d'El-Rei (perímetro urbano) |

## História
Cidade antiquíssima, datando já do tempo dos romanos, terá sido a capital da civitas dos Colarni (ou Coilarni), conforme atestado no Terminus Augustalis de Goujoim. 
Foi reconquistada definitivamente a 29 de Novembro de 1057 por Fernando Magno de Leão aos mouros aquando da Campanha das Beiras. Quando os distritos foram instituídos em 1835 por uma reforma de Mouzinho da Silveira, Lamego foi inicialmente prevista como sede de distrito. No entanto, nesse mesmo ano, a sede foi deslocada para Viseu, devido à sua posição mais central.
Foi em Lamego que teriam decorrido as lendárias Cortes de Lamego, onde teria sido feita a aclamação de D. Afonso Henriques como Rei de Portugal e se estabeleceram as "Regras de Sucessão ao Trono".
É sede da diocese de Lamego (a única diocese portuguesa que não corresponde a uma capital de distrito), e no concelho são numerosos os monumentos religiosos, dos quais se destacam a Sé Catedral, a Igreja de São Pedro de Balsemão e o Santuário de Nossa Senhora dos Remédios, que dá também o nome à Romaria anual cujo dia principal é o 8 de setembro, sendo igualmente feriado municipal.
Lamego teve uma comunidade judaica que aí se fixou no século XV.
Conhecida também pela sua gastronomia, da qual se destacam os seus presuntos e o "cabrito assado com arroz de forno", e pela produção de vinhos, nomeadamente vinho do Porto, de cuja Região Demarcada faz parte, e pelos vinhos espumantes (localizando-se aqui as Caves da Raposeira)

### Toponímia
De acordo com o linguista José Pedro Machado, o nome «Lamego» provém do topónimo latino Lamæcus.
Esta origem etimológica é partilhada por outras localidades portuguesas, nomeadamente Lamega, Lamegal e Lamegueiro.

## Economia
As actividades principais do concelho são os serviços, o comércio e a agricultura. Esta última representa uma importante fonte de riqueza, proveniente sobretudo do sector vitivinícola, já que o concelho, como os restantes concelhos da região, encontra-se integrado na Região Demarcada do Douro. Para além da produção do vinho do Porto, regista-se igualmente uma clara aposta nos vinhos de mesa com Denominação de Origem Controlada (DOC) e na produção de espumantes, os quais se assumem como um importante cartaz promocional a nível nacional e internacional.
O tecido empresarial de Lamego é constituído por unidades de pequena dimensão, havendo poucas unidades de média dimensão. O emprego é pouco qualificado e diminuto, o volume de negócios e a riqueza gerada têm uma relativa representação. Os sectores do turismo monumental e religioso têm vindo a crescer paulatinamente, e é neles que se identificam algumas potencialidades, sendo reconhecidas algumas vocações do concelho. A dinâmica registada é suficiente, podendo todavia haver melhoramentos neste sector. Esta situação foi reforçada com a recente conclusão da A24, assumindo-se esta infraestrutura como factor determinante na atracção da procura regional.
Lamego possui duas grandes superfícies comerciais, cada uma com um hipermercado e várias lojas, três superfícies comerciais de média dimensão e algumas centenas de lojas de comércio tradicional. No que se refere a indústrias, possui uma Zona Industrial de pequena dimensão localizada na freguesia de Várzea de Abrunhais.

## Evolução da população do município
★ Os Recenseamentos Gerais da população portuguesa tiveram lugar a partir de 1864, regendo-se pelas orientações do Congresso Internacional de Estatística de Bruxelas de 1853. Encontram-se disponíveis para consulta no site do Instituto Nacional de Estatística (INE).
(Obs.: Número de habitantes "residentes", ou seja, que tinham a residência oficial neste município à data em que os censos se realizaram.)
| Número de habitantes por grupo etário | Número de habitantes por grupo etário | Número de habitantes por grupo etário | Número de habitantes por grupo etário | Número de habitantes por grupo etário | Número de habitantes por grupo etário | Número de habitantes por grupo etário | Número de habitantes por grupo etário | Número de habitantes por grupo etário | Número de habitantes por grupo etário | Número de habitantes por grupo etário | Número de habitantes por grupo etário | Número de habitantes por grupo etário | Número de habitantes por grupo etário |
| ------------------------------------- | ------------------------------------- | ------------------------------------- | ------------------------------------- | ------------------------------------- | ------------------------------------- | ------------------------------------- | ------------------------------------- | ------------------------------------- | ------------------------------------- | ------------------------------------- | ------------------------------------- | ------------------------------------- | ------------------------------------- |
|                                       | 1900                                  | 1911                                  | 1920                                  | 1930                                  | 1940                                  | 1950                                  | 1960                                  | 1970                                  | 1981                                  | 1991                                  | 2001                                  | 2011                                  | 2021                                  |
| 0-14 Anos                             | 11 337                                | 11 790                                | 10 937                                | 12 051                                | 13 407                                | 12 198                                | 12 276                                | 10 805                                | 10 063                                | 6669                                  | 4654                                  | 3718                                  | 2544                                  |
| 15-24 Anos                            | 6768                                  | 6450                                  | 6235                                  | 6741                                  | 7155                                  | 7191                                  | 6201                                  | 5405                                  | 6198                                  | 5729                                  | 4357                                  | 3026                                  | 2531                                  |
| 25-64 Anos                            | 12 143                                | 12 698                                | 12 740                                | 13 576                                | 14 437                                | 15 014                                | 15 208                                | 12 535                                | 13 233                                | 13 788                                | 14 179                                | 14 546                                | 12 891                                |
| = ou > 65 Anos                        | 1489                                  | 1379                                  | 1323                                  | 1818                                  | 2016                                  | 2289                                  | 2635                                  | 2740                                  | 3339                                  | 3978                                  | 4891                                  | 5401                                  | 6346                                  |

(Obs: De 1900 a 1950 os dados referem-se à população "de facto", ou seja, que estava presente no município à data em que os censos se realizaram. Daí que se registem algumas diferenças relativamente à designada população residente)

## Cultura

### Instituições culturais
- Museu de Lamego
- Casa Museu de Monsenhor Ribeiro de Almeida
- Biblioteca Pública Municipal de Lamego
- Teatro Ribeiro Conceição
- Arquivo da Imagem
- Clav'Art
- APC - Amigos Pela Cultura
- ArqDoc – Arquivo Documental de Lamego e Região Douro
- Centro Interpretativo da Máscara Ibérica, em Lazarim

Lamego é considerada por alguns a capital portuguesa do estilo barroco.[carece de fontes?].

## Património

### Monumentos
- Sé de Lamego

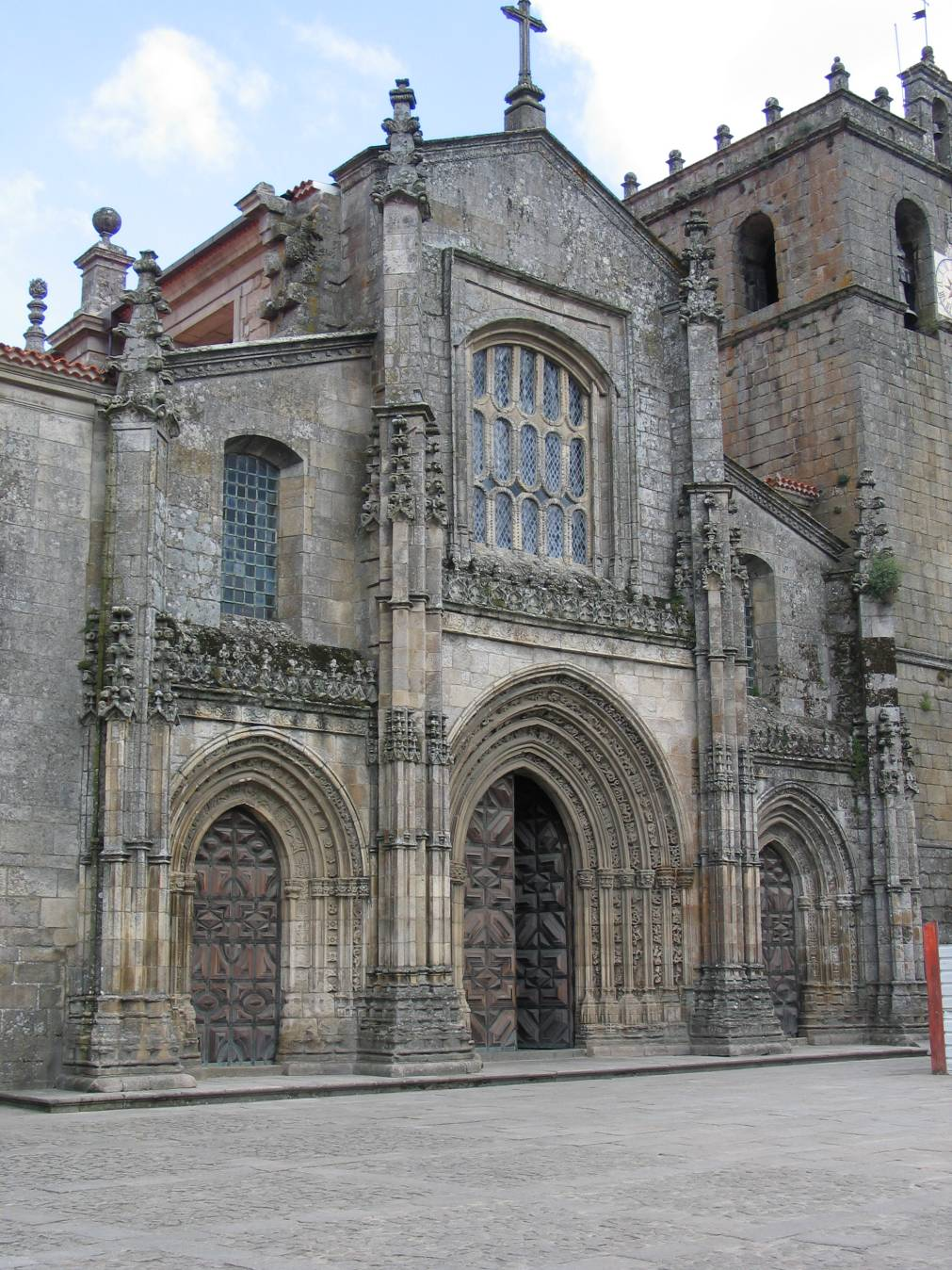
Sé de Lamego

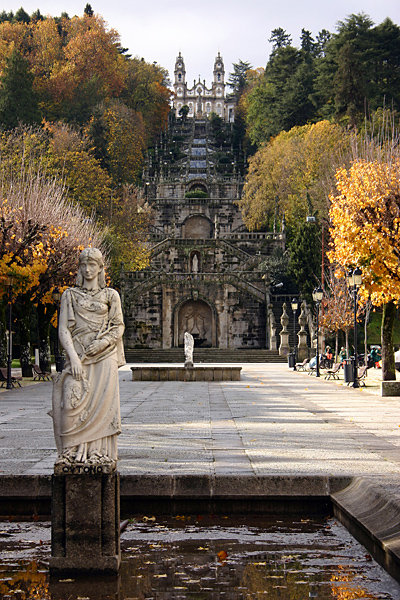
Santuário da Nossa Senhora dos Remédios

Lamego - Jardim da República

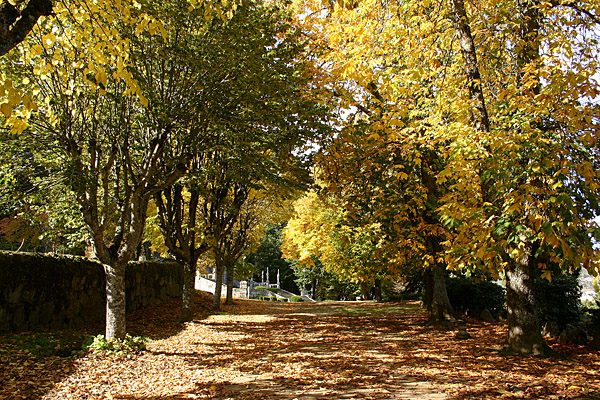
Lamego - Mata dos Remédios

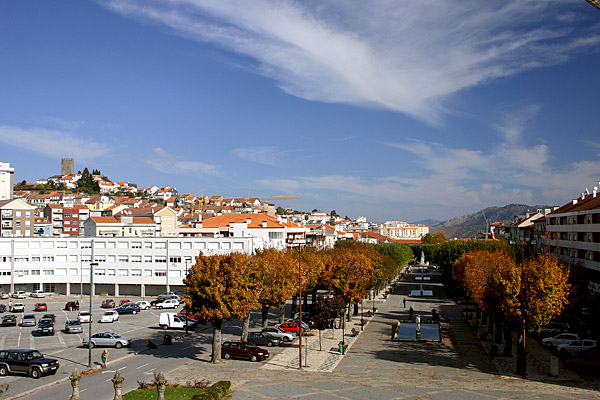
Lamego - Av. Alfredo de Sousa

Lamego - Urbanização Paraíso

- Santuário da Nossa Senhora dos Remédios
- Castelo de Lamego
- Basílica de São Pedro de Balsemão
- Teatro Ribeiro Conceição
- Igreja das Chagas
- Igreja de Almacave
- Igreja do Desterro
- Igreja de S. Francisco
- Igreja da N.S. da Esperança
- Igreja do Espírito Santo
- Igreja da N. S. dos Meninos
- Igreja de Santa Cruz
- Cisterna Antiga
- Relógio do Sol
- Capela de S. Bartolomeu - Britiande

### Casas brasonadas
- Casa das Brolhas
- Paço Episcopal
- Solar dos Serpas - Actual Edifício de Serviços Publicos
- Casa das Mores
- Casa dos Vilhenas - Actual Santa Casa da Misericórdia
- Edifício do antigo Seminário - Actual Messe dos Oficiais
- Casa do Espírito Santo
- Casa dos Pinheiros de Aragão - Futura Biblioteca Municipal
- Casa do Visconde de Arneiros ou Casa dos Pinheiros
- Casa do Poço - Actual Museu de Arte Sacra
- Antigo Paço do Bispo
- Casa do Assento ou Solar dos Padilhas - Actual representação do Turismo do Douro
- Casa dos Loureiros ou dos Viscondes de Alpendurada
- Antigo Hospital da Misericórdia - Actual Teatro Ribeiro Conceição
- Colégio Imaculada Conceição
- Casa dos Silveiras ou dos Viscondes de Guiães
- Casa D. Egas Moniz - Britiande

### Fontanários históricos
- Chafariz dos Remédios (Fonte de Nasoni)
- Fonte Monumental "O Lamego"
- Fonte do Espírito Santo
- Fonte dos Gigantes - Pátio dos Reis, Escadório de Nossa Senhora dos Remédios)
- Fonte da Sereia - Escadório de Nossa Senhora dos Remédios
- Fonte Pura - Escadório de Nossa Senhora dos Remédios
- Fonte do Pelicano - Escadório de Nossa Senhora dos Remédios
- Fontanário do Largo do Chafariz (Bairro da Ponte)
- Fonte do Desterro
- Fonte do Almedina
- Fonte da Carquejeira

### Parques e jardins
- Mata de Nossa Senhora dos Remédios
- Jardim da Republica
- Alameda Isidoro Guedes
- Parque Biológico da Serra das Meadas
- Mata das Brolhas (privada)

### Cruzeiros e pelourinhos
- Cruzeiro do Bom Jesus dos Terramotos e Perseguidos
- Cruz Monolítica - Escadório de Nossa Senhora dos Remédios
- Cruzeiro do cemitério de Santa Cruz (séc. XVII)
- Cruzeiro do Senhor dos Cruzeiros (séc. XVI) - Bairro da Ponte
- Cruzeiro do Senhor do Bonfim

### Bairros e ruas históricas
- Bairro do Castelo
- Bairro da Ponte
- Praça do Comércio
- Rua Marquês de Pombal
- Rua de Almacave
- Rua da Seara
- Rua Nova
- Rua Visconde de Arneirós
- Rua Cardoso Avelino
- Rua Macário de Castro

## Desporto
O Ténis Clube de Lamego está localizado em Lamego e tem como objetivos a formação de jovens para a modalidade, a participação e a realização de provas em todos os escalões da Associação de Ténis de Viseu e da Federação Portuguesa de Ténis. O clube conta também, como modalidades secundárias, com badminton e passeios pedestres.
Outros equipamentos desportivos são:
- Sporting Club de Lamego
- Cambres
- Andebol Clube de Lamego
- HCL - Hóquei Clube de Lamego
- ALB - Lamego Bike
- Colégio de Lamego - Voleibol (Masculino e Feminino)
- Liceu de Lamego - Voleibol
- AV Lamego Ténis-de-Mesa
- Minigolfe Clube de Lamego
- Associação Desportiva De Santiago de Sande
- Associação Cultural e Desportiva de Britiande
- Grupo Desportivo e Recreativo de Cepões
- Grupo Desportivo e Cultural de Samodães
- Cracks Clube de Lamego (cujas equipas de formação de futebol foram campeãs e vice-campeãs nacionais e de onde saíram alguns internacionais tais como: Henrique, Toni, José João, Martinho, Moisés, Álvaro Magalhães.)
- Associação Recreativa de Fafel

## Política

### Eleições autárquicas[21]
| Data | %       | V       | %       | V       | %     | V     | %            | V            | %              | V    | %              | V   | %              | V   | %              | V   | %              | V       | %   | V   | %  | V  | %   | V   | %  | V  | Participação |                |
| Data | PPD/PSD | PPD/PSD | CDS-PP  | CDS-PP  | PS    | PS    | FEPU/APU/CDU | FEPU/APU/CDU | GDUP           | GDUP | PDC            | PDC | PRD            | PRD | PSN            | PSN | PSD-CDS        | PSD-CDS | GCE | GCE | BE | BE | PPM | PPM | CH | CH | Participação |                |
| ---- | ------- | ------- | ------- | ------- | ----- | ----- | ------------ | ------------ | -------------- | ---- | -------------- | --- | -------------- | --- | -------------- | --- | -------------- | ------- | --- | --- | -- | -- | --- | --- | -- | -- | ------------ | -------------- |
| Data | 1976    | 32,87   | 3       | 30,03   | 2     | 21,16 | 2            | 6,98         | -              | 0,98 | -              |     |                |     |                |     |                |         |     |     |    |    |     |     |    |    |              | 55,85 / 100,00 |
| 1979 | 48,30   | 4       | 18,85   | 1       | 23,36 | 2     | 5,90         | -            |                |      | 69,98 / 100,00 |     |                |     |                |     |                |         |     |     |    |    |     |     |    |    |              |                |
| 1982 | 35,89   | 3       | 24,12   | 2       | 24,36 | 2     | 5,10         | -            | 5,50           | -    | 68,44 / 100,00 |     |                |     |                |     |                |         |     |     |    |    |     |     |    |    |              |                |
| 1985 | 24,63   | 2       | 19,23   | 1       | 17,16 | 1     | 4,40         | -            |                |      | 31,35          | 3   | 66,83 / 100,00 |     |                |     |                |         |     |     |    |    |     |     |    |    |              |                |
| 1989 | 25,75   | 2       | 28,46   | 2       | 28,65 | 2     | 3,21         | -            | 10,31          | 1    |                |     | 69,64 / 100,00 |     |                |     |                |         |     |     |    |    |     |     |    |    |              |                |
| 1993 | 30,87   | 2       | 25,21   | 2       | 37,63 | 3     | 1,46         | -            |                |      | 1,57           | -   | 68,88 / 100,00 |     |                |     |                |         |     |     |    |    |     |     |    |    |              |                |
| 1997 | 37,56   | 3       | 13,40   | 1       | 42,72 | 3     | 2,67         | -            |                |      | 67,26 / 100,00 |     |                |     |                |     |                |         |     |     |    |    |     |     |    |    |              |                |
| 2001 | 39,63   | 3       | 15,15   | 1       | 39,67 | 3     | 1,72         | -            | 67,37 / 100,00 |      |                |     |                |     |                |     |                |         |     |     |    |    |     |     |    |    |              |                |
| 2005 | CDS-PP  | CDS-PP  | PPD/PSD | PPD/PSD | 42,66 | 3     | 3,04         | -            | 50,46          | 4    | 68,60 / 100,00 |     |                |     |                |     |                |         |     |     |    |    |     |     |    |    |              |                |
| 2009 | CDS-PP  | CDS-PP  | PPD/PSD | PPD/PSD | 21,15 | 1     | 2,03         | -            | 63,50          | 6    | 10,44          | -   | 66,15 / 100,00 |     |                |     |                |         |     |     |    |    |     |     |    |    |              |                |
| 2013 | CDS-PP  | CDS-PP  | PPD/PSD | PPD/PSD | 36,25 | 3     | 3,73         | -            | 54,02          | 4    |                |     | 61,13 / 100,00 |     |                |     |                |         |     |     |    |    |     |     |    |    |              |                |
| 2017 | 26,99   | 2       | 29,97   | 2       | 37,93 | 3     | 2,72         | -            |                |      | 3,10           | -   | CDS            | CDS | 64,66 / 100,00 |     |                |         |     |     |    |    |     |     |    |    |              |                |
| 2021 | CDS-PP  | CDS-PP  | PPD/PSD | PPD/PSD | 43,99 | 3     | 2,52         | -            | 45,28          | 4    |                |     |                |     | 4,10           | -   | 64,86 / 100,00 |         |     |     |    |    |     |     |    |    |              |                |

### Eleições legislativas
| Data | %     | %     | %     | %     | %     | %     | %        | %     | %     | %     | %     | %    | %       | % | %  | %  |  |
| Data | PSD   | PS    | CDS   | PCP   | UDP   | AD    | APU/ CDU | FRS   | PRD   | PSN   | BE    | PAN  | PSD CDS | L | CH | IL |  |
| ---- | ----- | ----- | ----- | ----- | ----- | ----- | -------- | ----- | ----- | ----- | ----- | ---- | ------- | - | -- | -- |  |
| Data | 1976  | 27,87 | 27,83 | 27,35 | 4,01  | 0,57  |          |       |       |       |       |      |         |   |    |    |  |
| 1979 | AD    | 24,82 | AD    | APU   | 1,37  | 56,05 | 9,01     |       |       |       |       |      |         |   |    |    |  |
| 1980 | AD    | FRS   | AD    | APU   | 0,73  | 58,72 | 7,44     | 26,20 |       |       |       |      |         |   |    |    |  |
| 1983 | 33,54 | 35,24 | 15,38 | APU   | 0,43  |       | 7,63     |       |       |       |       |      |         |   |    |    |  |
| 1985 | 32,39 | 17,94 | 15,74 | APU   | 0,73  | 8,58  | 18,05    |       |       |       |       |      |         |   |    |    |  |
| 1987 | 62,74 | 18,61 | 5,00  | CDU   | 0,32  | 4,83  | 2,90     |       |       |       |       |      |         |   |    |    |  |
| 1991 | 62,43 | 23,61 | 5,81  | CDU   |       | 3,17  | 0,29     | 1,13  |       |       |       |      |         |   |    |    |  |
| 1995 | 41,18 | 41,94 | 10,05 | CDU   | 0,40  | 2,74  |          | 0,23  |       |       |       |      |         |   |    |    |  |
| 1999 | 38,40 | 43,83 | 10,04 | CDU   |       | 3,19  | 0,21     | 1,14  |       |       |       |      |         |   |    |    |  |
| 2002 | 48,79 | 34,48 | 10,36 | CDU   | 2,20  |       | 1,45     |       |       |       |       |      |         |   |    |    |  |
| 2005 | 35,75 | 44,54 | 9,39  | CDU   | 3,07  | 3,12  |          |       |       |       |       |      |         |   |    |    |  |
| 2009 | 36,42 | 34,38 | 14,45 | CDU   | 4,03  | 6,60  |          |       |       |       |       |      |         |   |    |    |  |
| 2011 | 46,48 | 28,84 | 13,41 | CDU   | 3,49  | 2,46  | 0,51     |       |       |       |       |      |         |   |    |    |  |
| 2015 | CDS   | 33,53 | PSD   | CDU   | 4,68  | 6,85  | 0,62     | 46,87 | 0,44  |       |       |      |         |   |    |    |  |
| 2019 | 32,64 | 38,46 | 6,54  | CDU   | 3,57  | 8,23  | 1,90     |       | 0,47  | 1,56  | 0,55  |      |         |   |    |    |  |
| 2022 | 35,01 | 44,43 | 2,16  | CDU   | 2,32  | 2,50  | 0,92     | 0,50  | 7,61  | 2,00  |       |      |         |   |    |    |  |
| 2024 | AD    | 30,69 | AD    | CDU   | 35,52 | 2,06  | 2,45     | 1,19  | 1,36  | 18,75 | 2,50  |      |         |   |    |    |  |
| 2025 | CDS   | 23,04 | PSD   | CDU   |       | 1,96  | 1,08     |       | 41,87 | 1,86  | 22,87 | 2,99 |         |   |    |    |  |

## Alojamento
O concelho de Lamego dispõe de um Hotel de cinco estrelas e quatro de quatro estrelas junto ao rio Douro, um de quatro estrelas e vários de três e duas estrelas na cidade, bem como diversos Alojamentos Locais e casas de Turismo Rural espalhadas pelo concelho perfazendo cerca de sessenta alojamentos em todo o concelho, sendo o concelho da sub-região do Douro com mais alojamentos.

## Gastronomia
Pratos típicos
- Cabrito com batatas assadas
- Coelho assado no forno
- Trutas de escabeche
- Milhos com carne de vinha d'alhos

Petiscos
- Bôlas de presunto, fiambre, vinha d'alhos, frango, atum, sardinhas e bacalhau
- Presunto
- Queijo
- Carnes de porco fumadas
- Enchidos
- Broa de Milho

Doces
- Peixinhos de chila
- Doce de ovos
- Pão-de-Ló
- Pastéis "Lamegos"
- Biscoito da Teixeira
- Leite Creme

Vinhos
- Brancos e tintos de mesa
- Espumantes Naturais
- Vinho do Porto

## Festas e feiras
- Festas em Honra de Nossa Senhora dos Remédios (Fins de Agosto a meados de Setembro)
- Semana Santa (Semana da Páscoa)
- Feira de Santa Cruz ou do 3 de Maio (3 de Maio e fim de semana adjacente)
- Feira da Bôla (normalmente em finais de Junho)
- Entrudo de Lazarim (Carnaval)
- Queima do Judas de Lalim (Páscoa)
- Feira de Santo Estevão (26 de Dezembro)
- Festa de Nossa Senhora dos Meninos (18 a 20 de Setembro)
- Festa de São João (24 de Junho)
- Festa de Nossa Senhora dos Aflitos (3.º domingo de Julho)
- Feira Semanal (todas as quintas-feiras)
- Feira Medieval no Bairro do Castelo(Julho)

## Comunicação social
O Concelho possui duas rádios regionais e três jornais semanais

### Rádios
- Rádio Clube de Lamego (97.0 e 107,9 FM)
- Rádio Douro Nacional

### Jornais
- Douro Hoje
- Voz de Lamego

## Infraestruturas e equipamentos

### Rede viária

#### Nacional
Lamego é uma cidade por onde passam várias estradas nacionais, uma auto estrada e futuramente um itinerário complementar que são:
- A24 - Autoestrada de ligação Viseu - Chaves que tem 3 nós no concelho (Bigorne/Pretarouca, Lamego, Valdigem)
- IC26 (em projecto) - Vai ligar Amarante ao Peso da Régua e Lamego a Trancoso. Vai ter 2 nós no concelho (Lamego A24 e Zona Industrial de Várzea de Abrunhais)
- EN2 - antiga nacional que ligava Chaves a Faro e que cruza a cidade de norte a sul sendo neste momento uma alternativa pouca utilizada sendo nalguns troços mais semelhante a uma rua urbana.
- EN226 - antiga estrada de ligação de Amarante a Trancoso que neste momento é a principal via de ligação a Lamego devido à construção da A24 que tem um nó desnivelado com esta via e sendo por aqui que se faz a ligação a Moimenta da Beira e a Tarouca.

#### Urbana
A cidade possui algumas avenidas que fazem a ligação do centro à periferia, estando em obra o primeiro troço de uma circular externa que irá desde a Praça D. Fernando Amaral à Adega Cooperativa de Lamego, numa primeira fase.
- Avenida D. Afonso Henriques (ligação à Régua via EN2 desde o Tribunal à Adega Cooperativa de Lamego)
- Avenida Egas Moniz (desde o cruzamento do Desterro à rotunda de Calvilhe e acesso à A24)
- Avenida 5 de Outubro (ligação desde a parte alta da cidade à parte baixa)
- Avenida Defensores do Douro (desde o cruzamento do hospital velho à rotunda do Relógio do Sol)

#### Transportes
- A rede de Transportes Públicos de Lamego conta com 5 linhas urbanas, e 12 linhas municipais (que ligam a sede de concelho às demais feguesias). Esta rede de Transportes Públicos de Lamego é complementada pelas ligações intermunicipais com os concelhos de Armamar, Moimenta da Beira, Castro Daire e Resende
- Possui uma central de camionagem com transportes diários e semanais para diversos pontos do pais. Possui também várias ligações diárias para cidades vizinhas (Régua e Tarouca) e praticamente todas as sedes de freguesia do concelho.
- Existem duas praças de táxi, uma na zona baixa da cidade (Av. Visconde Guedes Teixeira) e outra na zona alta (Praça do Comércio).

### Segurança
- Esquadra da PSP de Lamego
- Quartel da GNR de Lamego
- Quartel dos Bombeiros Voluntários de Lamego

### Escolas
De ensino superior:
- Escola Superior de Tecnologia e Gestão de Lamego

De ensino secundário:
- Escola Profissional de Lamego
- Escola Básica e Secundária da Sé

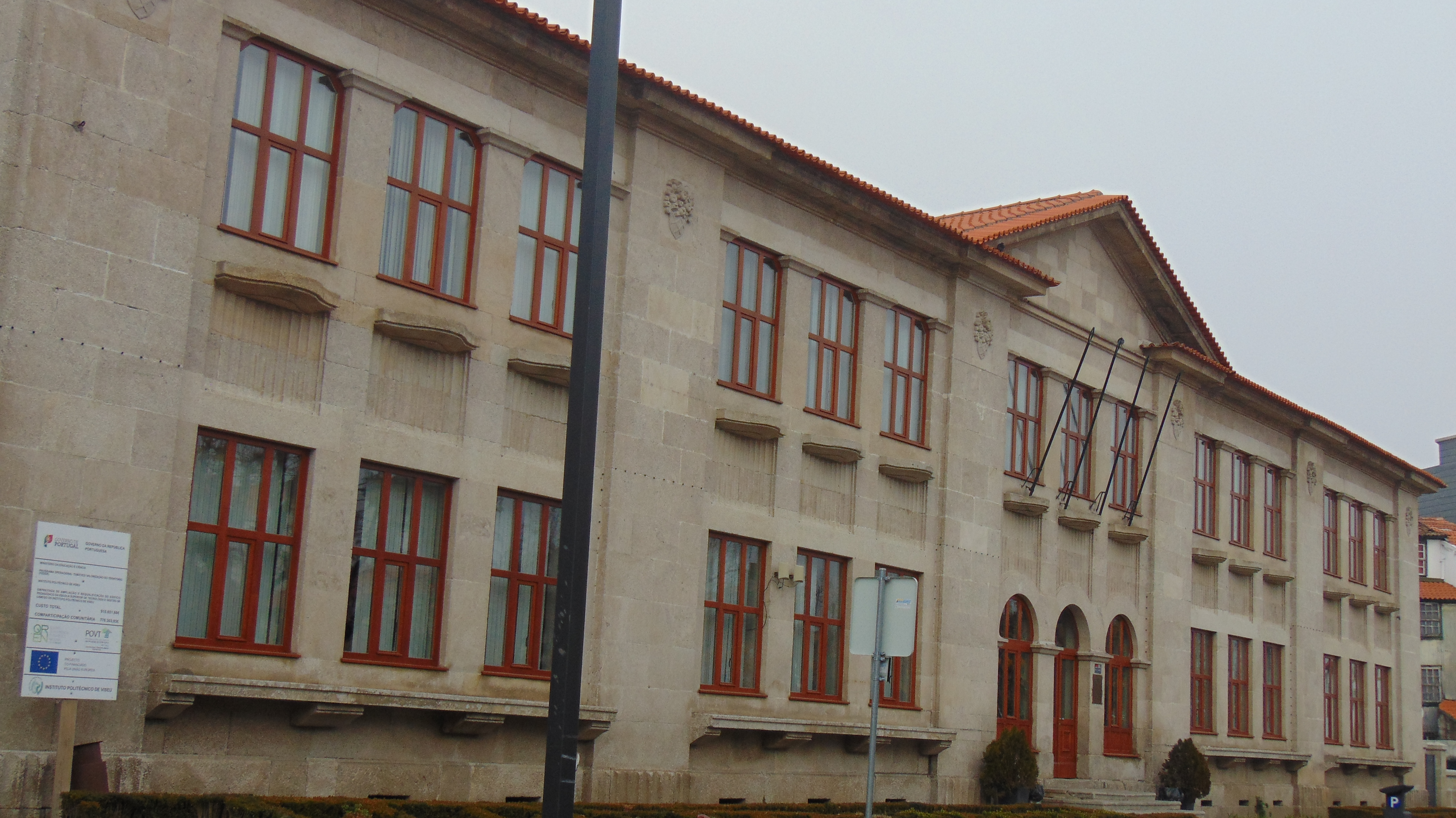
Fachada principal da Escola Superior de Tecnologia e Gestão de Lamego, virada para a Avenida Visconde Guedes Teixeira.

- Escola Secundária Latino Coelho (Liceu Latino Coelho)
- Colégio de Lamego
- Escola de Hotelelaria e Turismo de Lamego
- Colégio Imaculada Conceição (já não se encontra em funcionamento)

Do 2.º e 3.º ciclo:
- EB2/3 de Lamego (só 2.º e 3.º ciclo)
- Escola Básica e Secundária da Sé
- Colégio de Lamego
- Colégio da Imaculada Conceição (já não se encontra em funcionamento)
- Escola Secundária Latino Coelho (Liceu Latino Coelho)

Do 1.º ciclo:
- Centro Escolar de Lamego
- Centro Escolar de Penude (Centro Escolar Lamego-Sul)
- Centro Escolar de Lamego Sudeste
- Centro Escolar de Lamego Sul
- Patronato Nun' Álvares Pereira
- Escola de Cambres
- Escola primária da Sé
- Colégio da Imaculada Conceição (já não se encontra em funcionamento)
- Colégio de Lamego

Existem também diversos estabelecimentos de ensino pré-primário e creches

### Equipamentos de saúde
Lamego possui um hospital de proximidade que abrange também diversos concelhos vizinhos, num total de cerca de 120.000 utentes.
- Hospital de Proximidade de Lamego
- Centro de Saúde
- Unidade de saúde

### Equipamentos municipais
- Biblioteca Pública Municipal de Lamego
- Teatro Ribeiro Conceição
- Piscinas Municipais Descobertas
- Piscinas Municipais Cobertas
- Pavilhão Desportivo Álvaro Magalhães
- Pavilhão Multiusos
- Complexo Desportivo de Lamego e Centro de Estágios (futuro Centro de Alto Rendimento de Voleibol)
- Estádio Municipal Senhora dos Remédios
- Cinco polidesportivos ao ar livre
- Museu de Lamego

### Outros equipamentos
- Estação de Correios
- Centro de Emprego
- Tribunal de Comarca
- Registo Civil e Predial

## Outros

### Cidades geminadas
A cidade de Lamego é geminada com as seguintes cidades:
- Ourense, Galiza, Espanha
- Zamora Castela e Leão, Espanha
- Bouchemaine, Maine-et-Loire, França

### Lamecenses ilustres
- Caio Apuleio Diocles
- Dom Egas Moniz
- Antônio Correia
- António Cardoso Avelino
- Jerónimo Teixeira Cabral
- Visconde de Valmor
- Visconde de Guedes Teixeira
- Padre António Oliveira
- Gentil Guedes Gomes
- Fausto Guedes Teixeira
- António de Santa Maria
- João de Brito e Vasconcelos
- Fernando Monteiro do Amaral
- João Pina de Morais
- Dr. Sobral Cid
- Dr. Francisco Laranjo
- Dr. João de Almeida
- Mário Lemos Pires
- João Botelho
- Álvaro Magalhães
- José Maria Pedroto